# MITK
MITK (Medical Imaging Interaction Toolkit) ist eine Programmbibliothek zur Entwicklung von Bildverarbeitungs- und Visualisierungsanwendungen im Bereich der medizinischen Diagnose und Therapieunterstützung (v. a. in der Forschung). Zusätzlich steht mit der MITK Workbench eine Applikation zur Verfügung, die primär der Anzeige von Bildern dient. Wie andere freie Software ist auch MITK und die damit angebotenen Anwendungen nicht als Medizinprodukt zertifiziert und darf deshalb nicht zur Diagnose und Behandlung von Patienten eingesetzt werden (auf MITK basierte Software kann trotzdem als Medizinprodukt hergestellt werden).

## Entwicklung
Für die Installation einer eigenen Entwicklungsumgebung (SDK) werden CMake, VTK und ITK benötigt. Es wird empfohlen Qt zusätzlich zu installieren, um alle grafischen Funktionalitäten zu nutzen.

## Hauptanwendung
Neben dem reinen Toolkit bringt MITK ein Applikations Framework mit, auf dem die Hauptanwendung MITK Workbench basiert. Das Framework dient der Unterstützung für Anwendungsentwicklung von medizinischen Visualisierungen. Die MITK Workbench ist modular aufgebaut und beinhaltet unter anderem die folgenden grundlegenden Funktionalitäten:
1. Vier-Fenster-Anzeige: Ist das Kernstück der Anwendung. Dazu gehören drei 2D-Ansichten (Transversalebene, Sagittalebene und Coronalebene) und eine 3D. Hier findet die Navigation und Interaktion mit den geladenen Datensätzen statt. Diese Ansicht kann individuell angepasst werden
2. Levelwindow: Nach dem Laden eines Bildes kann hier das Spektrum der Grauwerte geändert werden.
3. Menu: Hiermit können Daten geladen, bearbeitet und gespeichert werden.
4. Datamanager: Dient dem Verwalten aller geladenen Datensätze.
5. Aktive Module: Zeigt die geladenen Module und deren Funktionen an.
6. Arbeitsspeicherauslastung: Da die Bildverarbeitung hohe Rechnerkapazitäten benötigt, gibt es eine Anzeige für die Auslastung des Arbeitsspeichers.

Die Hauptanwendung ist so gestaltet, dass jeder der oben genannten Teile im Anwendungsfenster verschoben werden kann. Diese Änderung wird gespeichert und beim nächsten Programmstart neu aufgerufen.

### Plugins
MITK enthält eine Vielzahl an eigenen Plugins für die MITK Workbench im Repository. Entwicklern ist es möglich eigene Plugins für sie zu schreiben.